# Jökulsá á Fjöllum
Jökulsá á Fjöllum er Islands næstlængste elv med 206 km. Den har en middelvandføring på 183 m3/s og et afvandingsområde på 7.750 km2, hvilket er Islands største.
Den løber fra gletsjeren (jøkelen) Vatnajökull mod nord til Grønlandshavet. Undervejs ligger vandfaldene Selfoss, Dettifoss og Hafragilsfoss. Dettifoss er 44 m højt, og er af geloger ved Edinburgh Universitet kaldt Europas mest kraftfulde vandfald.